# Linn, Schweiz
Linn är en ort i kommunen Bözberg i kantonen Aargau, Schweiz. Orten var före den 1 januari 2013 en egen kommun, men slogs då samman med kommunerna Gallenkirch, Oberbözberg och Unterbözberg till den nya kommunen Bözberg.